# Мровиська
Мровиська (пол. Mrowiska) — село в Польщі, у гміні Галінув Мінського повіту Мазовецького воєводства.
Населення — 174 особи (2011).
У 1975-1998 роках село належало до Варшавського воєводства.

## Демографія
Демографічна структура станом на 31 березня 2011 року:
|          | Загалом | Допрацездатний вік | Працездатний вік | Постпрацездатний вік |
| -------- | ------- | ------------------ | ---------------- | -------------------- |
| Чоловіки | 95      | 22                 | 65               | 8                    |
| Жінки    | 79      | 17                 | 45               | 17                   |
| Разом    | 174     | 39                 | 110              | 25                   |